# 博瓦勒動物園
博瓦勒動物園（法語：ZooParc de Beauval）是法国一个位於中央-盧瓦爾河谷大區圣艾尼昂的动物园。動物園面積40公顷，動物共有35,000頭。該動物園由弗朗索瓦丝·德洛德（Françoise Delord）于1980年創辦。